# Narathura amphimuta
Narathura amphimuta är en fjärilsart som beskrevs av Felder 1860. Narathura amphimuta ingår i släktet Narathura och familjen juvelvingar. Inga underarter finns listade i Catalogue of Life.